# Monumento nazionale di Cedar Breaks
Il monumento nazionale di Cedar Breaks (Cedar Breaks National Monument) è un monumento nazionale degli Stati Uniti d'America localizzato nello stato dello Utah vicino a Cedar City. Cedar Breaks è un anfiteatro naturale, che si allunga per 4,8 km, con una profondità di oltre 610 m. L'altitudine del bordo dell'anfiteatro è di oltre 3.000 m s.l.m.
La roccia dell'anfiteatro è più erosa, ma altrimenti simile alle formazioni del Parco nazionale del Bryce Canyon, del Red Canyon nella Foresta nazionale di Dixie e di alcune aree selezionate di Cedar Mountain (SR-14). A causa della sua altitudine, la neve rende spesso alcune parti del parco inaccessibili ai veicoli da ottobre fino a maggio. Il suo centro visitatori al bordo dell'anfiteatro è aperto da giugno fino a ottobre. Parecchie migliaia di persone visitano il monumento ogni anno. L'area ospita inoltre le sorgenti del Mammoth Creek, un affluente del fiume Sevier.

## Flora e fauna
Questo ambiente di alta quota ospita numerose forme di vita selvatica. I cervi muli e i porcospini sono comuni, come pure i roditori e altri animali simili come piche, marmotte, scoiattoli comuni, scoiattoli terricoli dorati, gopher dalle tasche e tamia. Leoni di montagna e altri grandi animali vivono nella zona, ma si vedono raramente. Tra gli uccelli più comuni vi sono la nocciolaia di Clark, la rondine verdeviola e il corvo imperiale.

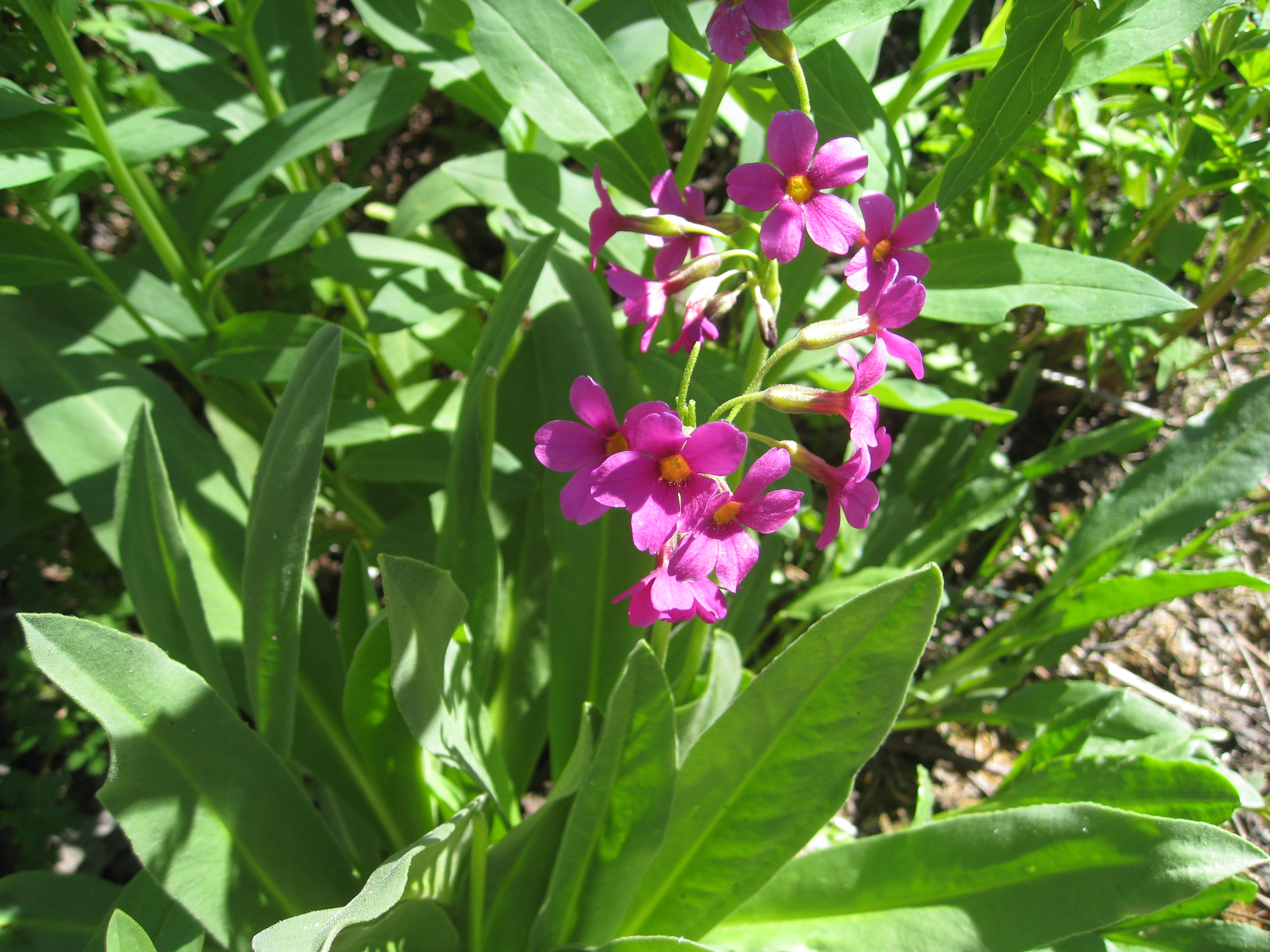
Un fiore selvatico di primula di Parry nella zona di Cedar Breaks.

Anche il pino dai coni setolosi, una specie di albero che vive probabilmente più a lungo di qualsiasi altro singolo organismo, si può trovare ad alta quota, con alcuni esemplari locali che si sa che hanno più 1.600 anni. Prati subalpini punteggiano il bordo del canyon in aree quali Alpine Pond, raggiungibile attraverso una facile escursione attraverso un sentiero sgombro. Qui crescono anche pioppi, pecci di Engelmann, abeti montani e pini flessibili.
A questa quota la primavera comincia a giugno, quando i fiori selvatici coprono il bordo del canyon. I fiori sbocciano tutti durante la breve stagione della crescita, e i visitatori possono godersi la colombina del Colorado, il pennello rosso indiano, la speronella, la stella cadente, l'Hymenoxys hoopesii, il grano di Panguitch, benedetta a tre fiori, il lupino argenteo, l'enotera gialla, la cinquefoglia cespugliosa, la primula di Parry, il Ranunculus alismifolius, e due specie di Penstemon.

## Storia e geologia

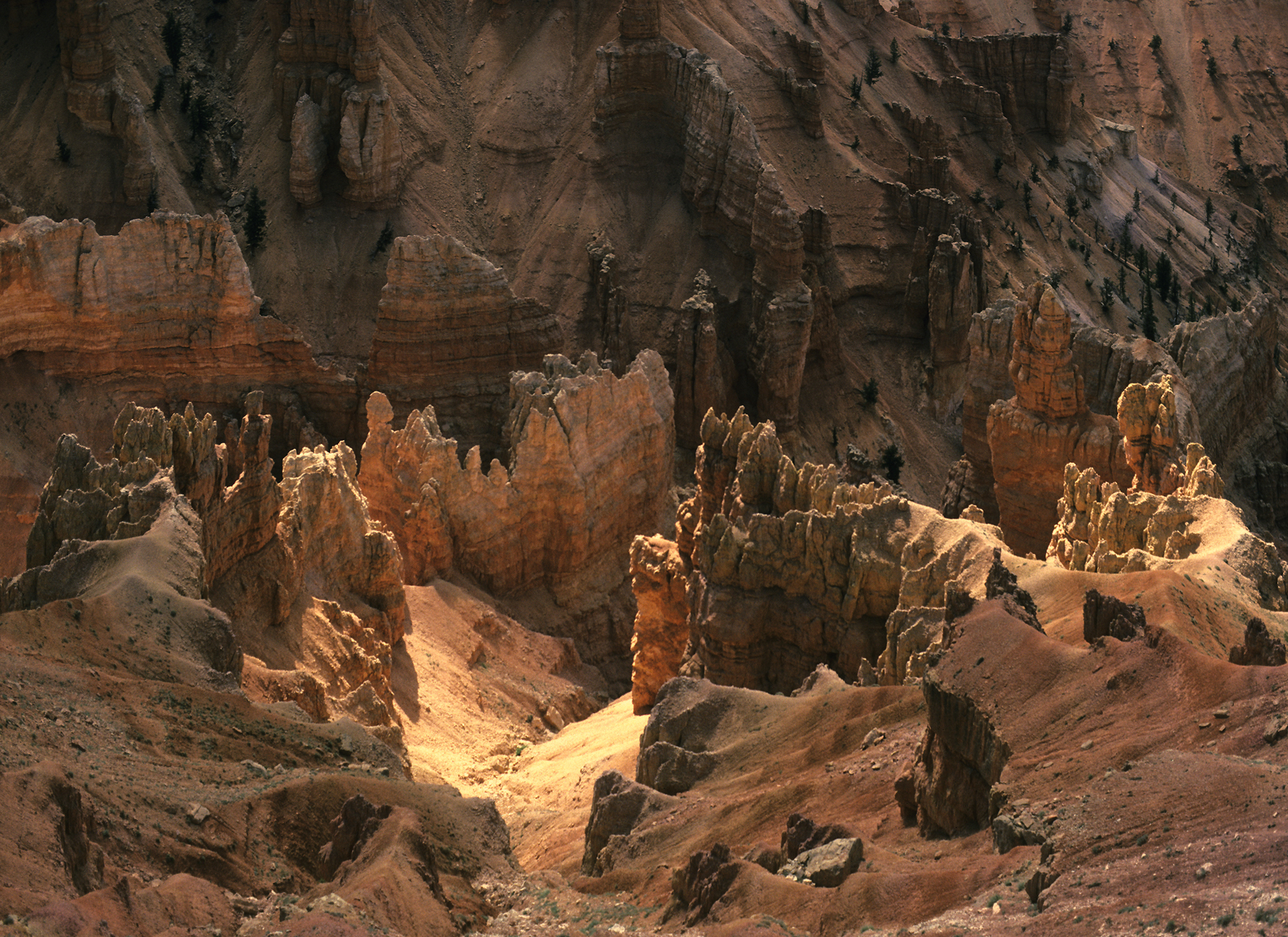
Camini delle fate a Cedar Breaks.

L'anfiteatro, localizzato vicino all'estremità occidentale dell'altopiano del Colorado, copre il lato ovest dell'altopiano di Markagunt, lo stesso altopiano che forma parti del parco nazionale di Zion. Il sollevamento e l'erosione formarono il canyon parecchi milioni di anni fa, innalzando e poi consumando lo scisto, il calcare e l'arenaria che fu depositato sul fondo di un antico lago di 110 x 400 km, noto come lago Claron, circa 60 milioni di anni fa. Continua a erodersi al ritmo di circa 50 mm ogni 5 anni. In cima all'altopiano, la roccia vulcanica nota come tufo riolitico copre gran parte dell'area, formata durante eruzioni cataclismatiche intorno a 28 milioni di anni fa.
Le rocce del canyon eroso contengono ferro e manganese in varie combinazioni, che forniscono colori brillanti che portarono gli Indiani a chiamarlo il "Cerchio delle rupi dipinte" (Circle of Painted Cliffs). Gli ossidi di ferro forniscono i rossi, gli arancioni e i gialli, mentre gli ossidi di manganese forniscono sfumature di viola. Il colore della roccia è morbido e sottile in confronto ai camini delle fate del Bryce Canyon.
L'area è una forma di calanchi (badlands) — canyon, guglie, pareti e rupi così scoscese e confondenti che i terreni, sebbene di grande valore estetico, sono di scarso valore pratico. I primi coloni le chiamarono badlands ("male terre") o breaks ("fratture") e crearono il loro nome attuale combinando breaks con cedar ("cedri") per i molti alberi di ginepro (spesso scorrettamente chiamati cedri) che crescono nell'area.
Il monumento nazionale di Cedar Breaks fu istituito nel 1933. Una volta esisteva un piccolo casotto, progettato da Gilbert Stanley Underwood e costruito e gestito dalla Utah Parks Company, vicino all'estremità sud del monumento, ma fu raso al suolo nel 1972. Il Cedar Breaks Lodge era il più piccolo dei casotti dei parchi nel sudovest. Fu ritenuto "antieconomico da gestire" dal Park Service, ma le proteste associate alla sua demolizione indussero il Park Service a riesaminare le sue politiche riguardo ai casotti di altri parchi, contribuendo alla loro preservazione.

## Clima
| Dati                  | Mesi  | Mesi  | Mesi  | Mesi | Mesi | Mesi | Mesi | Mesi | Mesi | Mesi | Mesi | Mesi  | Stagioni | Stagioni | Stagioni | Stagioni | Anno  |
| Dati                  | Gen   | Feb   | Mar   | Apr  | Mag  | Giu  | Lug  | Ago  | Set  | Ott  | Nov  | Dic   | Inv      | Pri      | Est      | Aut      | Anno  |
| --------------------- | ----- | ----- | ----- | ---- | ---- | ---- | ---- | ---- | ---- | ---- | ---- | ----- | -------- | -------- | -------- | -------- | ----- |
| T. max. media (°C)    | −2    | −1,9  | 0,0   | 3,2  | 8,2  | 14,0 | 17,7 | 16,6 | 12,7 | 7,6  | 1,4  | −1,7  | −1,9     | 3,8      | 16,1     | 7,2      | 6,3   |
| T. min. media (°C)    | −10,4 | −10,2 | −8,4  | −5,8 | −0,7 | 5,0  | 8,8  | 7,9  | 4,1  | −1,1 | −6,9 | −10,2 | −10,3    | −5,0     | 7,2      | −1,3     | −2,3  |
| T. max. assoluta (°C) | 13    | 12    | 13    | 24   | 26   | 27   | 32   | 28   | 24   | 23   | 17   | 14    | 14       | 26       | 32       | 24       | 32    |
| T. min. assoluta (°C) | −29   | −28   | −25   | −20  | −17  | −9   | −2   | −5   | −11  | −19  | −24  | −31   | −31      | −25      | −9       | −24      | −31   |
| Precipitazioni (mm)   | 76,5  | 84,3  | 105,9 | 77,7 | 42,4 | 20,8 | 54,4 | 71,9 | 43,2 | 43,7 | 61,0 | 68,3  | 229,1    | 226,0    | 147,1    | 147,9    | 750,1 |
| Nevicate (cm)         | 94    | 98,3  | 115,8 | 80,5 | 33,3 | 7,4  | 0,0  | 0,0  | 4,3  | 32,5 | 69,6 | 86,6  | 278,9    | 229,6    | 7,4      | 106,4    | 622,3 |

Fonte: The Western Regional Climate Center

## Attrazioni
Ci sono due sentieri escursionistici ben segnalati nel monumento, e un campeggio vicino al bordo del canyon.

## Proposta del parco nazionale
Nel 2006, i funzionari della contea di Iron presero in considerazione una proposta legislativa per espandere l'area del monumento e rinominarlo parco nazionale di Cedar Breaks (Cedar Breaks National Park. Il nuovo parco includerebbe l'adiacente area naturalistica di Ashdown Gorge Wilderness, alcuni terreni privati e il vicino Flanigan Arch.

## Galleria d'immagini

Cedar Breaks
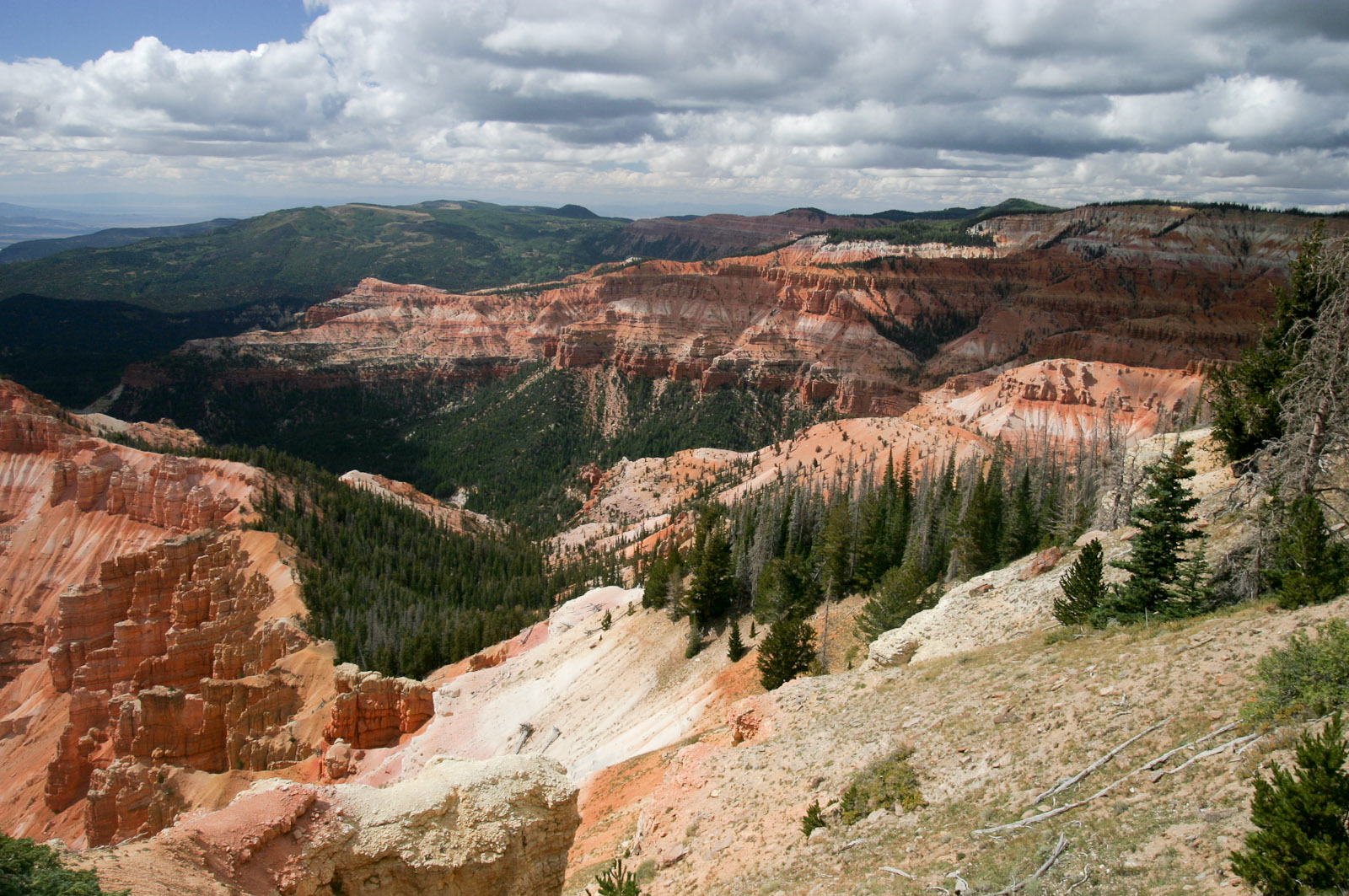
Veduta dal bordo del canyon.
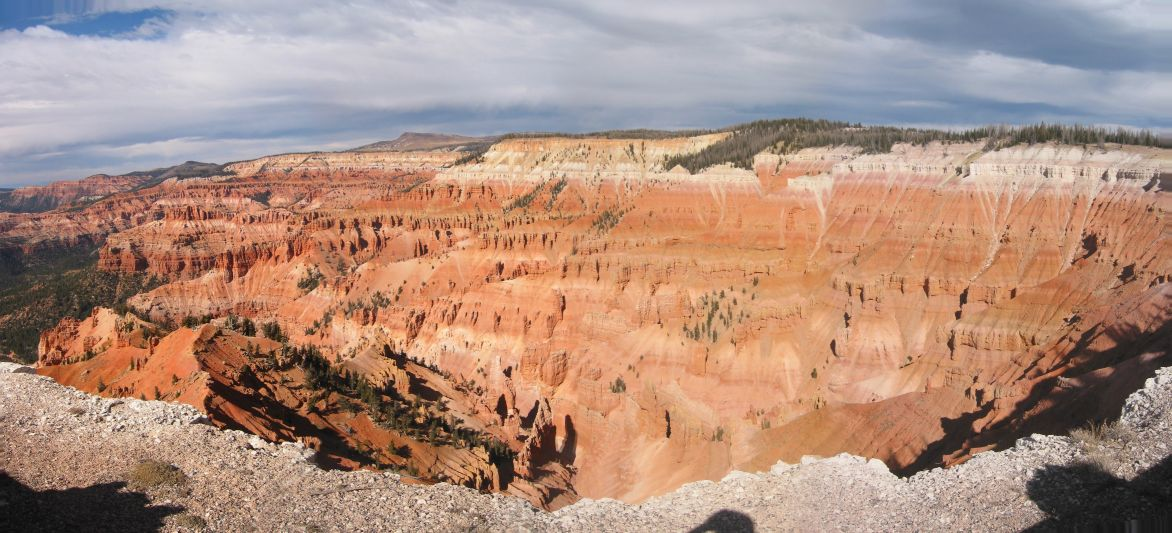
Cedar Breaks guardando a nordest dal bordo del canyon.
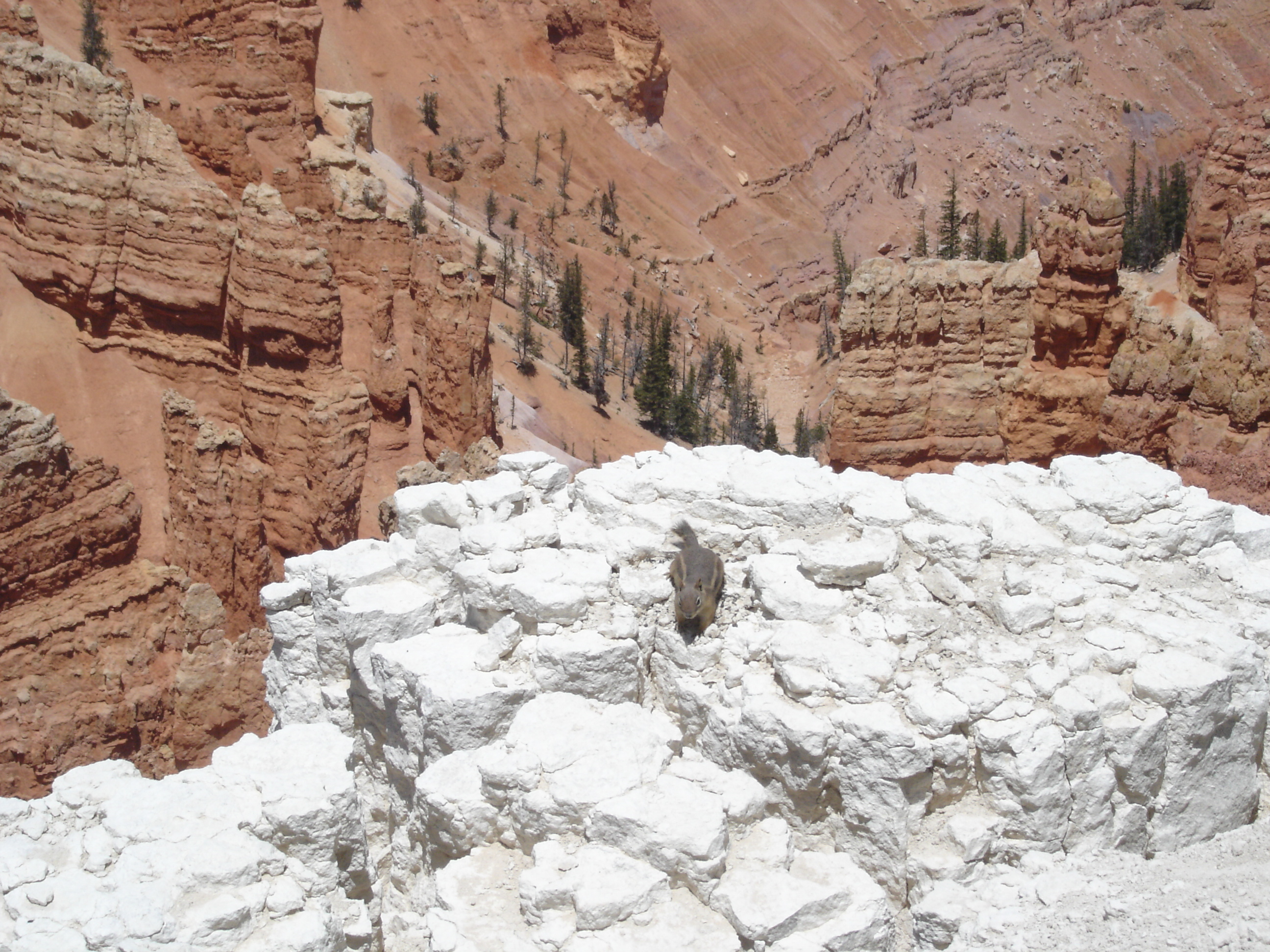
Scoiattolo terricolo dorato sul bordo calcareo del canyon.
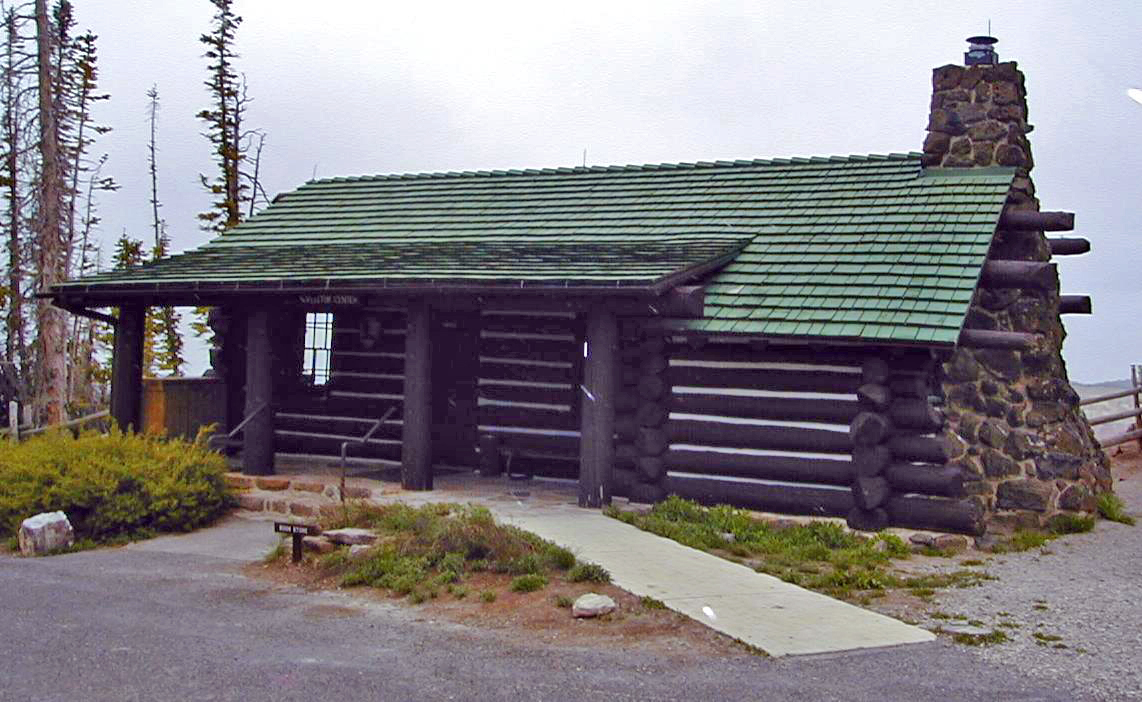
Il centro visitatori presso il bordo del canyon a 3.150 m è aperto 5 mesi all'anno.
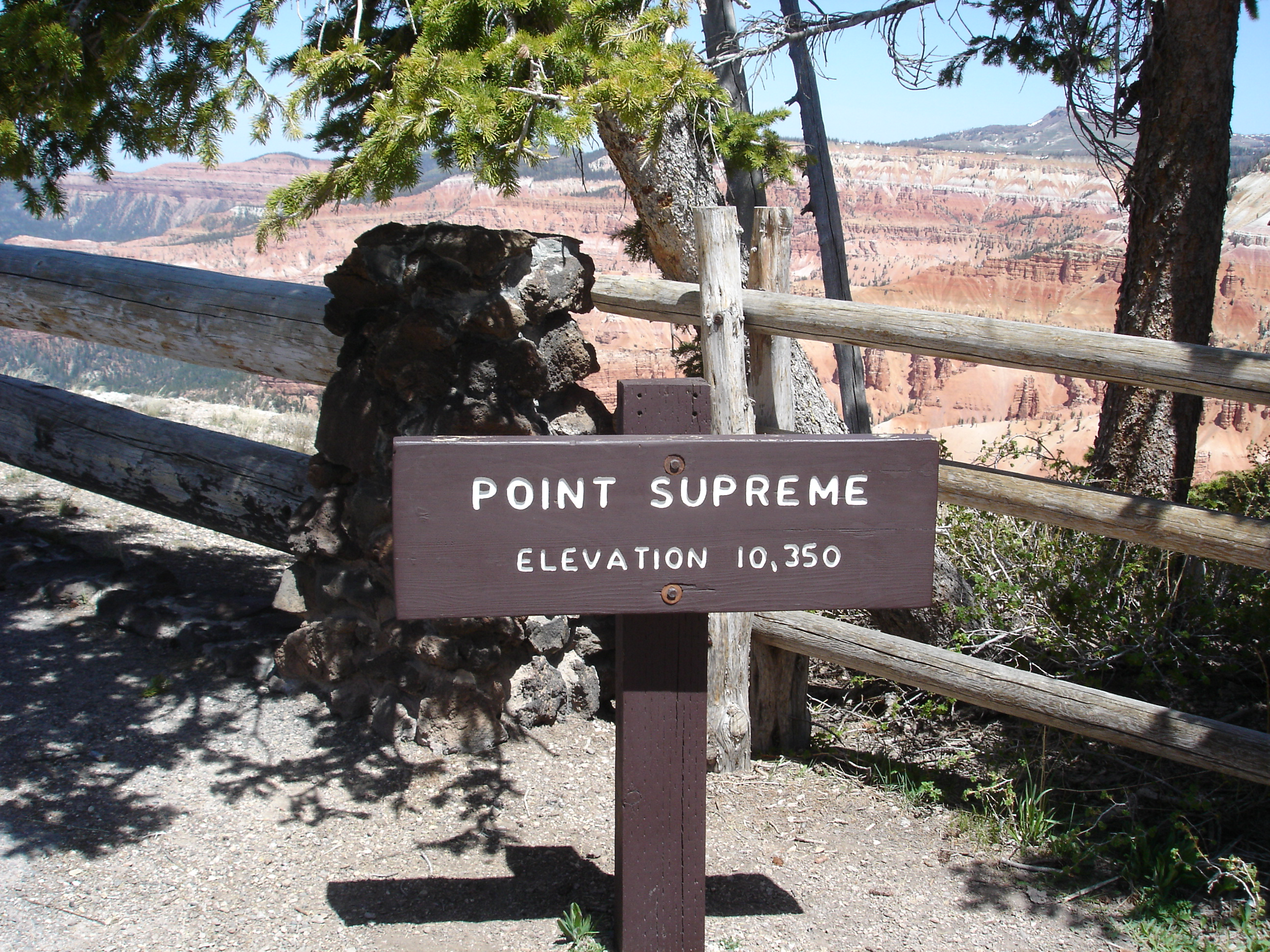
Point Supreme.
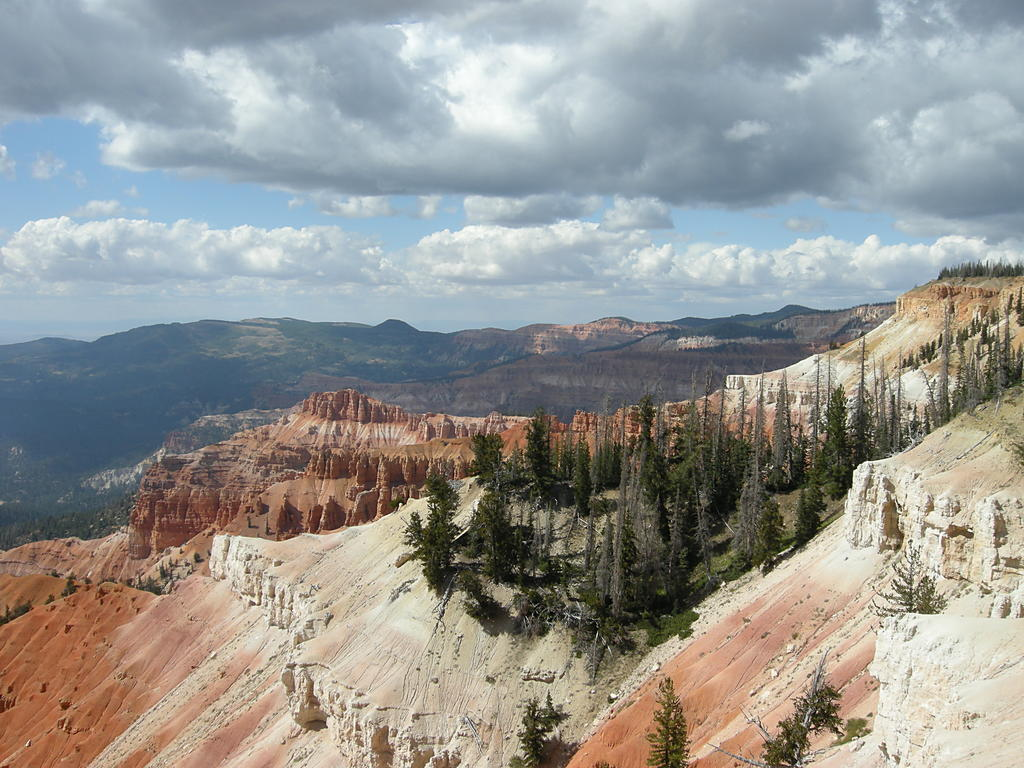
Giornata nuvolosa nel settembre 2008.
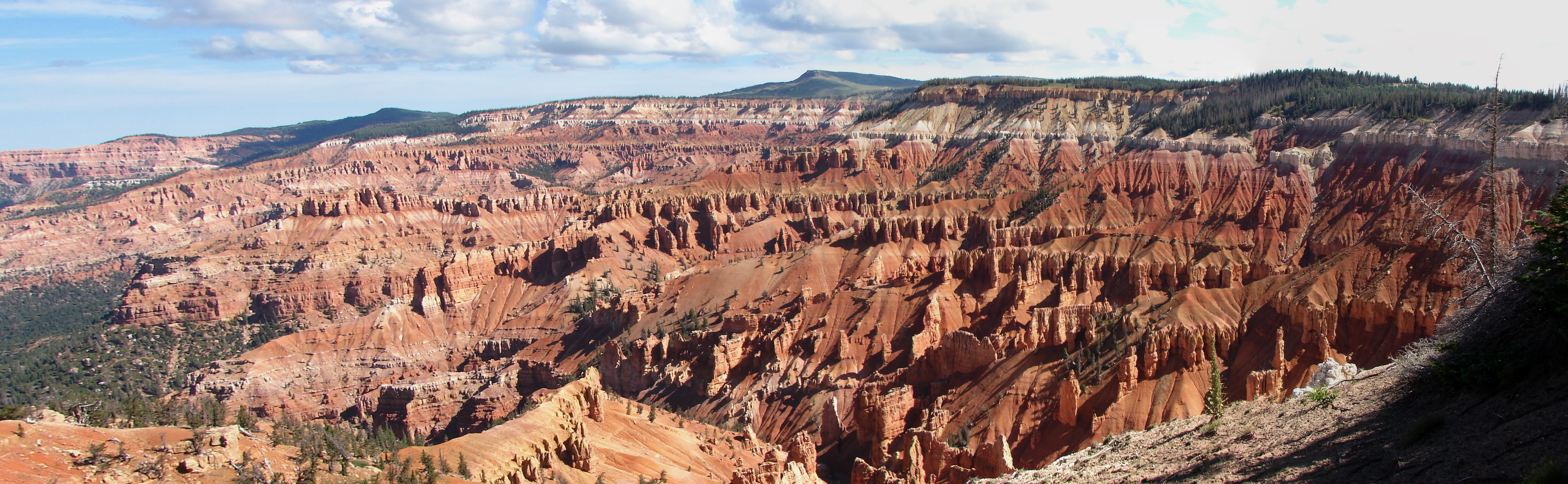
Panorama del monumento nazionale di Cedar Breaks.
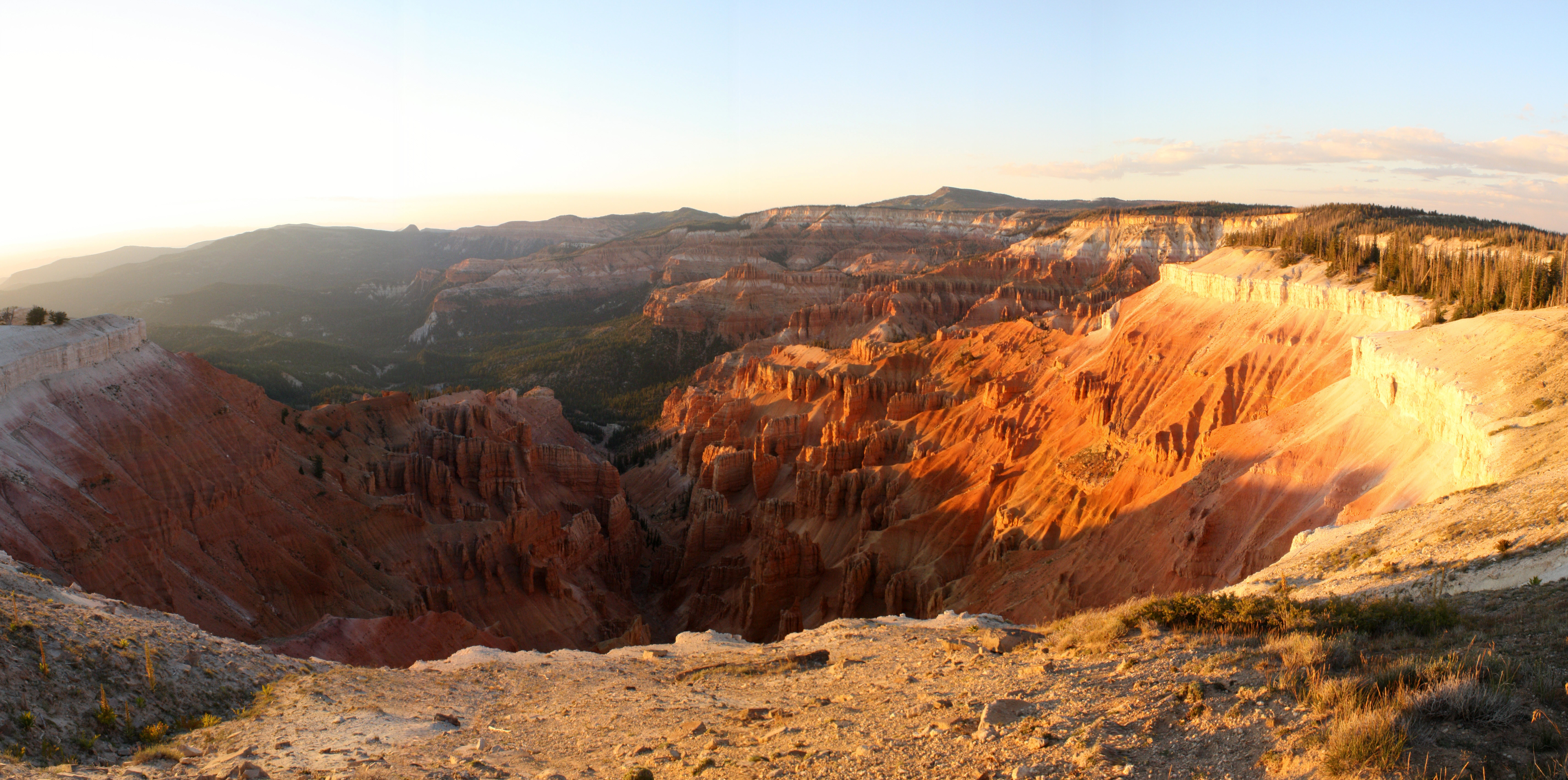
Veduta panoramica del monumento nazionale di Cedar Breaks a nord durante il tramonto.
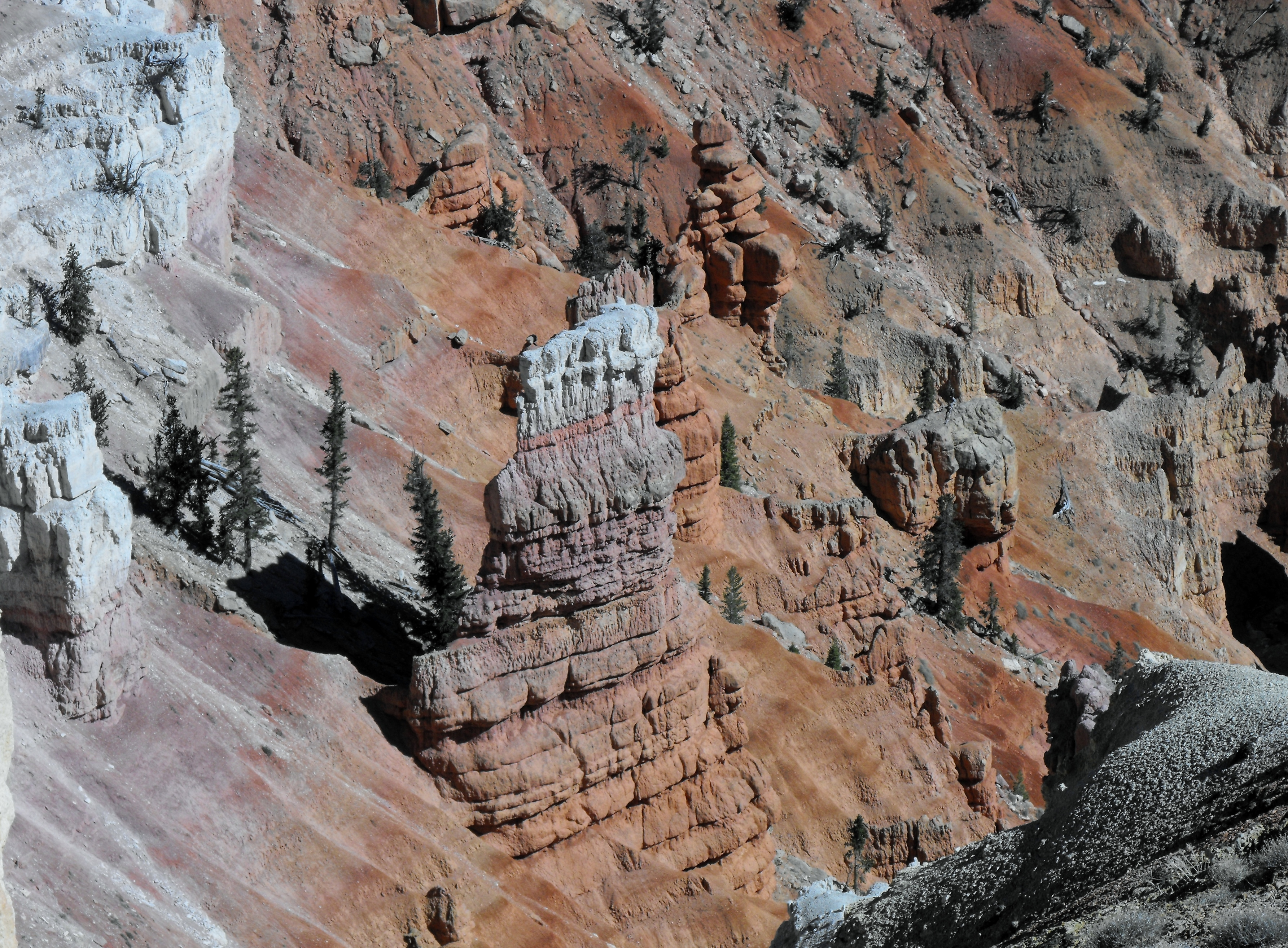
Panorama di Cedar Breaks nel maggio 2010.
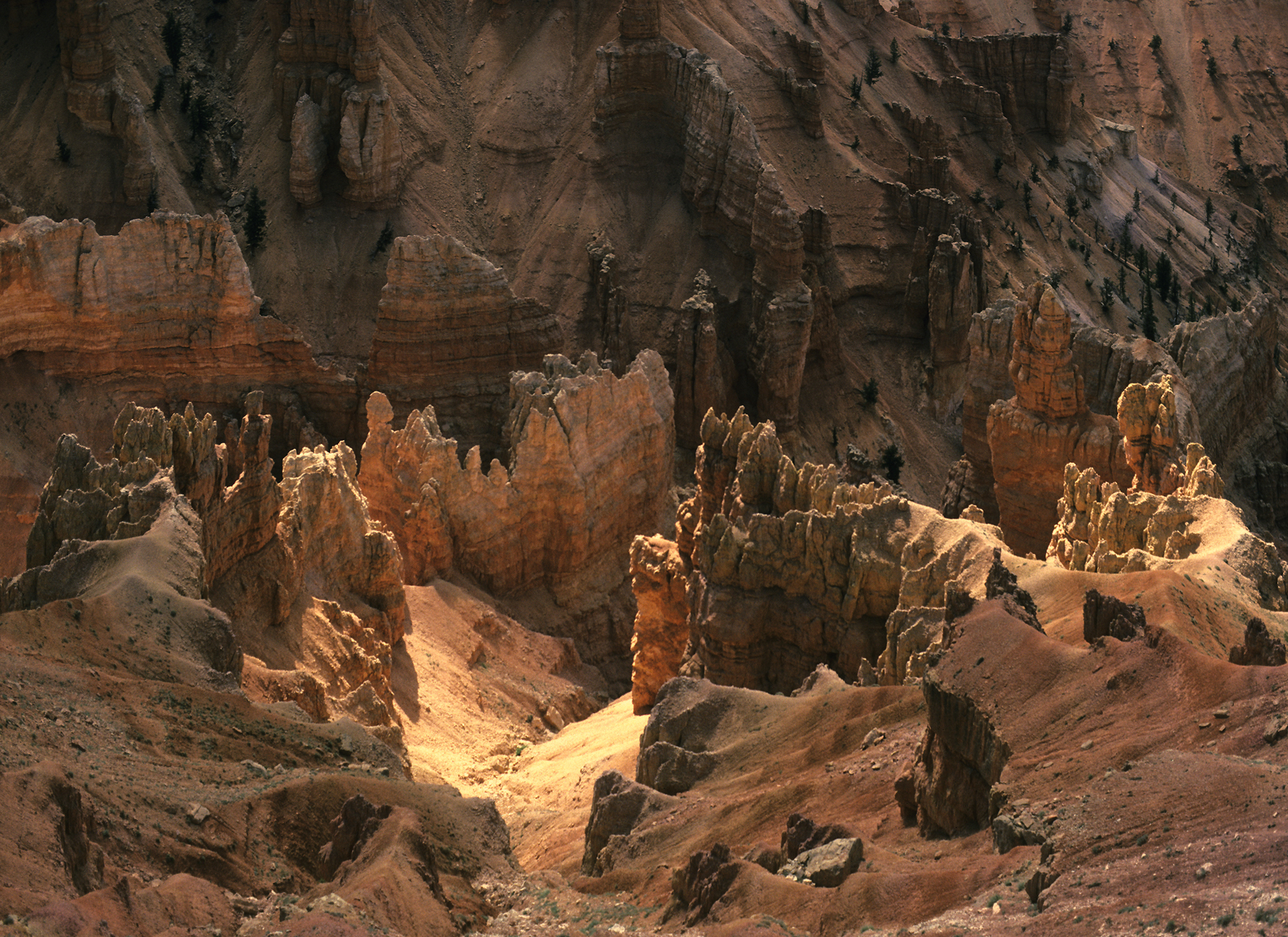
Ingresso di una forra a Cedar Breaks.